# 渡辺梨夏子
渡辺 梨夏子（わたなべ りかこ、1992年（平成4年）6月20日 - ）は、日本の元ファッションモデル、元グラビアアイドルである。かつてはエヴァーグリーン・クリエイティヴに所属していた。

## 人物
愛知県出身。2006年（平成18年）2月に女性ファッション雑誌 『ラブベリー』（徳間書店）のモデルとしてデビューした。同誌には専属モデルとしてレギュラー出演していたが、2010年4月号を持って専属モデルとしての出演を終了した。
『ラブベリー』の専属モデルを終了した翌月、少年雑誌 『週刊ヤングジャンプ』への出演でグラビアデビューした。
一般企業に就職するため、2014年（平成26年）12月に事務所を離れた。

## 出演

### テレビ
- ワンナイR&R「もんじゃろ学園物語」（2006年5月 - 2006年12月、フジテレビ）

### CM
- ロート製薬「アクネス」（2006年3月13日-）
- 代々木ゼミナール（2007年2月-）
- JR東日本（2007年4月-）

### PV
- WaT「5センチ。」（2006年1月）

### 雑誌
- りぼんガール（2005年、集英社）
- ラブベリー（2006年2月 - 2010年4月号、徳間書店）
- 週刊ヤングジャンプ（2006年5月25日号他、集英社）
- 日経エンタテインメント!「CM美女に会いたい企画」（2007年4月号、日経BP社）